# Daisuke Nakano
Daisuke Nakano född den 10 oktober 1982 i Niigata, Japan, är en japansk gymnast.
Han tog OS-guld i lagmångkampen i samband med de olympiska gymnastiktävlingarna 2004 i Aten.